# Велика Добрања
Велика Добрања (алб. Dobrajë e Madhe) је насеље у општини Липљан, Косово и Метохија, Република Србија.

## Географија
Велика Добрања се налази на 561 метар надморске висине, и то на координатама 42° 32′ 36" северно и 21° 02′ 39" источно.
Налази се на око осамнаест километара од Приштине.

## Демографија
| Етнички састав према попису из 1981.‍ | Етнички састав према попису из 1981.‍ | Етнички састав према попису из 1981.‍ | Етнички састав према попису из 1981.‍ | Етнички састав према попису из 1981.‍ |
| ------------------------------------ | ------------------------------------ | ------------------------------------ | ------------------------------------ | ------------------------------------ |
|                                      |                                      |                                      |                                      |                                      |
| Албанци                              | Албанци                              |                                      | 1.694                                | 100,00%                              |

| Демографија | Демографија | Демографија |
| Година      | Становника  | Становника  |
| ----------- | ----------- | ----------- |
| 1948.       | 651         |             |
| 1953.       | 825         |             |
| 1961.       | 1.041       |             |
| 1971.       | 1.340       |             |
| 1981.       | 1.706       |             |
| 1991.       | 2.149       |             |